# Helen Bina
Helen Bina (19 mei 1912 - 15 maart 1983) was een schaatsster uit de Verenigde Staten. Ze vertegenwoordigde haar vaderland op de demonstratiesport op de Olympische Winterspelen 1932 in Lake Placid en won de bronzen medaille op het eerste wereldkampioenschap allround schaatsen voor vrouwen in 1933.

## Resultaten

### Olympische Spelen
| Jaar | Plaats      | Resultaten                 |
| ---- | ----------- | -------------------------- |
| 1932 | Lake Placid | 6e 500 meter 3e 1500 meter |

### Wereldkampioenschappen
| Jaar | Jaar     | Plaats | Resultaten | Resultaten                   |
| ---- | -------- | ------ | ---------- | ---------------------------- |
| 1933 | Allround | Oslo   | Allround   | 2e 500 m 2e 1000 m 3e 1500 m |

## Records

### Persoonlijke records
| Afstand    | Tijd    | Datum            | Baan     |
| ---------- | ------- | ---------------- | -------- |
| 500 meter  | 52,70   | 25 februari 1933 | Helsinki |
| 1000 meter | 1.50,60 | 5 februari 1933  | Oslo     |
| 1500 meter | 2.56,80 | 25 februari 1933 | Helsinki |

### Wereldrecords laaglandbaan (officieus)
| Nr. | Afstand   | Tijd | Datum            | Baan  |
| --- | --------- | ---- | ---------------- | ----- |
| 1.  | 500 meter | 52,1 | 17 februari 1933 | Hamar |